# Karl Gruber (architecte)
Pour les articles homonymes, voir Karl Gruber.
Karl Gruber, né le 6 mai 1885 à Constance et mort le 12 février 1966 à Darmstadt, est un architecte et un urbaniste allemand, historien et théoricien des villes.

## Biographie
Professeur dans diverses écoles supérieures d'architecture allemandes (Dantzig, Fribourg-en-Brisgau, Darmstadt), il fut responsable du projet de reconstruction de plusieurs villes allemandes détruites pendant la Seconde Guerre mondiale.
Il est l'auteur de nombreuses études sur la morphologie urbaine, depuis l'antiquité jusqu'à l'époque moderne, dans lesquelles il montre le rapport entre les formes des villes et l'organisation politique, religieuse et économique de la cité. Il met en évidence le système de figuration par les bâtiments d'un espace hiérarchisé selon des oppositions entre le sacré et le profane, le public et le privé. Il apporte une théorie générale qui vient compléter l'œuvre de Camillo Sitte.

## Réalisations
- Plan de reconstruction de la ville de Darmstadt en Allemagne
- Plan de reconstruction de la ville de Mayence entre les zones d'occupation françaises concurrence avec Marcel Lods et Paul Schmitthenner
- Plan de reconstruction de la ville de Giessen en Allemagne

## Publications
- Formes et caractères de la ville allemande (Die Gestalt der deutschen Stadt, 1985), traduction en français 1998, Archives d'Architecture Moderne, Bruxelles, 331 p.